# Saara Aalto
Saara Sofia Aalto, finska kantavtorica, * 2. maj 1987

## Življenje
Saara je rojena na Finskem v mestu Oulunsalu. Odraščala je  v glasbeni družini, oče Markus je lastnik glasbene založbe, mama Taina je bila finska pevka. Hodila je na srednjo glasbeno šolo Madetoja, kjer je leta 2005 diplomirala. Po diplomi se je preselila v Helsinke, da bi študirala glasbo na akademiji Sibelius. Posodila je glas princeski Ani v finski različici filma Ledeno kraljestvo.
Leta 2018 ji je po več poskusih uspelo zastopati Finsko na Pesmi Evrovizije, s pesmijo "Monsters" je v finalu zasedla 25. mesto.

## Uspehi
- 1998: 1. mesto na otroškem tekmovanju pomorskega festivala Kotka
- 2003: 1. mesto na mednarodnem pevskem tekmovanju Charlotte Church
- 2007: 2. mesto na Finska ima talent (Talent Suomi)
- 2011: 2. mesto na finskem nacionalnem izboru za pesem EvrovizijeSaara leta 2018 na pesmi Evrovizije
- 2016: 2. mesto na X Factor UK
- 2016: 2. mesto na finskem nacionalnem izboru za pesem Evrovizije
- 2018: 25. mesto na Pesmi Evrovizije[4][5]